# Föníciai ábécé
A föníciai ábécé az egyik elfogadott álláspont szerint az ókánaánita ábécé leszármazottja, azonban az ugariti ábécé esélyesebb jelölt erre történeti és írástörténeti okokból. Az ugariti ábécét viszonylag későn ismerték meg, amikor az írás keletkezéséről már kialakult egy elfogadott elmélet. Létezését a hagyományoknak megfelelően i. e. 1050 óta tartjuk számon. Az ábécét a föníciaiak használták északi-sémi nyelvük lejegyzésére. Az ábécé modern leszármazottai közé tartozik a héber ábécé, a görög ábécé, a latin írás és a cirill ábécé is, bár a görög ábécé nevei jobban hasonlítanak az ugariti ábécé megfelelő betűihez. Csakúgy, mint az ókánaánita, a föníciai is mássalhangzóírás, amely nem tartalmaz jeleket a magánhangzókra – ezek kimaradtak a leírt szövegből. Az első ábécé, amely már a magánhangzókat is jelölte, a görög ábécé volt.
Föníciai feliratokat számos, a Mediterráneum környékén található korábbi föníciai város és gyarmat területén találtak, mint például a ma Libanonban elhelyezkedő Bübloszban, és a tunéziai Karthágóban. A később felfedezett leletek az ókori Egyiptomban történt használatot is igazolják.

## Az ábécé
| betű (kép) | unicode U+… | név    | jelentés                               | hang | megfelelő betű… | megfelelő betű… | megfelelő betű… | megfelelő betű… | megfelelő betű… | megfelelő betű… | megfelelő betű… | megfelelő betű… |
| betű (kép) | unicode U+… | név    | jelentés                               | hang | az ugaritiban   | az etruszkban   | a rovásírásban  | a héberben      | az arabban      | a görögben      | a latinban      | a cirillben     |
| ---------- | ----------- | ------ | -------------------------------------- | ---- | --------------- | --------------- | --------------- | --------------- | --------------- | --------------- | --------------- | --------------- |
| Aleph      | 10900 𐤀     | álef   | ökör                                   | ʼ    | 𐎀               |                 | /               | א               | ﺍ               | Αα              | Aa              | Аа              |
| Beth       | 10901 𐤁     | bét    | ház                                    | b    | 𐎁               |                 |                 | ב               | ﺏ               | Ββ              | Bb              | Бб              |
| Gimel      | 10902 𐤂     | gimel  | teve                                   | g    | 𐎂               |                 |                 | צ ג             | – ﺝ             | – Γγ            | Cc Gg           | Цц Гг           |
| Daleth     | 10903 𐤃     | dálet  | ajtó                                   | d    | 𐎄               |                 |                 | ד               | ﺩ، ذ            | Δδ              | Dd              | Дд              |
| He         | 10904 𐤄     | hé     | ablak                                  | h    | 𐎅               |                 |                 | ה               | ﮬ               | Εε Ηη           | Ee Hh           | Ее, Єє Хх       |
| Waw        | 10905 𐤅     | váv    | horog                                  | w    | 𐎆               | / –             | –               | ו               | ف – ﻭ ي         | – (ϝ) – Υυ      | Ff Uu Vv Ww Yy  | Фф Уу Вв –      |
| Zayin      | 10906 𐤆     | zajin  | fegyver                                | z    | 𐎇               |                 |                 | ז               | ﺯ               | Ζζ              | Zz              | Зз              |
| Heth       | 10907 𐤇     | hét    | kerítés, sövény, fal (esetleg hajfürt) | ḥ    | 𐎈               |                 |                 | ח –             | ﺡ، خ –          | – Ηη            | Hh Ee           | Хх Ее           |
| Teth       | 10908 𐤈     | tét    | kerék                                  | ṭ    | 𐎉               | /               | /               | ט               | ﻁ، ظ            | Θθ              |                 |                 |
| Yodh       | 10909 𐤉     | jod    | kéz                                    | y    | 𐎊               |                 |                 | י               | ﻱ، ى            | Ιι              | Ii, Jj          | Йй              |
| Kaph       | 1090A 𐤊     | khaf   | tenyér                                 | k    | 𐎋               | /               |                 | כ, ך            | ﻙ               | Κκ              | Kk              | Кк              |
| Lamedh     | 1090B 𐤋     | lámed  | ösztöke                                | l    | 𐎍               |                 |                 | ל               | ﻝ               | Λλ              | Ll              | Лл              |
| Mem        | 1090C 𐤌     | mém    | víz                                    | m    | 𐎎               |                 |                 | מ, ם            | ﻡ               | Μμ              | Mm              | Мм              |
| Nun        | 1090D 𐤍     | nun    | hal v. kígyó                           | n    | 𐎐               |                 |                 | נ, ן            | ﻥ               | Νν              | Nn              | Нн              |
| Samekh     | 1090E 𐤎     | számeh | támaszték, pillér                      | s    | 𐎒               |                 |                 | ס               |                 | Σσς, Ϡ          | Ss              | Сс              |
| Ayin       | 1090F 𐤏     | ajin   | szem                                   | ʼ    | 𐎓               | /               |                 | ע               | ﻉ، غ            | Οο              | Oo              | Оо              |
| Pe         | 10910 𐤐     | pé     | száj                                   | p    | 𐎔               |                 |                 | פ, ף            | ﻑ               | Ππ              | Pp              | Пп              |
| Sade       | 10911 𐤑     | cádi   | papirusz v. vadászat v. szöcske/sáska  | ṣ    | 𐎕               | /               |                 | צ, ץ            | ﺹ، ض            |                 |                 | Цц Чч           |
| Qoph       | 10912 𐤒     | kof    | majom                                  | q    | 𐎖               |                 |                 | ק               | ﻕ               | ϙ               | Qq              |                 |
| Res        | 10913 𐤓     | rés    | fej                                    | r    | 𐎗               |                 |                 | ר               | ﺭ               | Ρρ              | Rr              | Рр              |
| Sin        | 10914 𐤔     | sin    | fog                                    | š    | 𐎌               |                 |                 | ש               | س، ش            | ϻ               | –               | Шш              |
| Taw        | 10915 𐤕     | táv    | jel                                    | t    | 𐎚               |                 |                 | ת               | ﺕ، ث            | Ττ              | Tt              | Тт              |

## Jellemzői

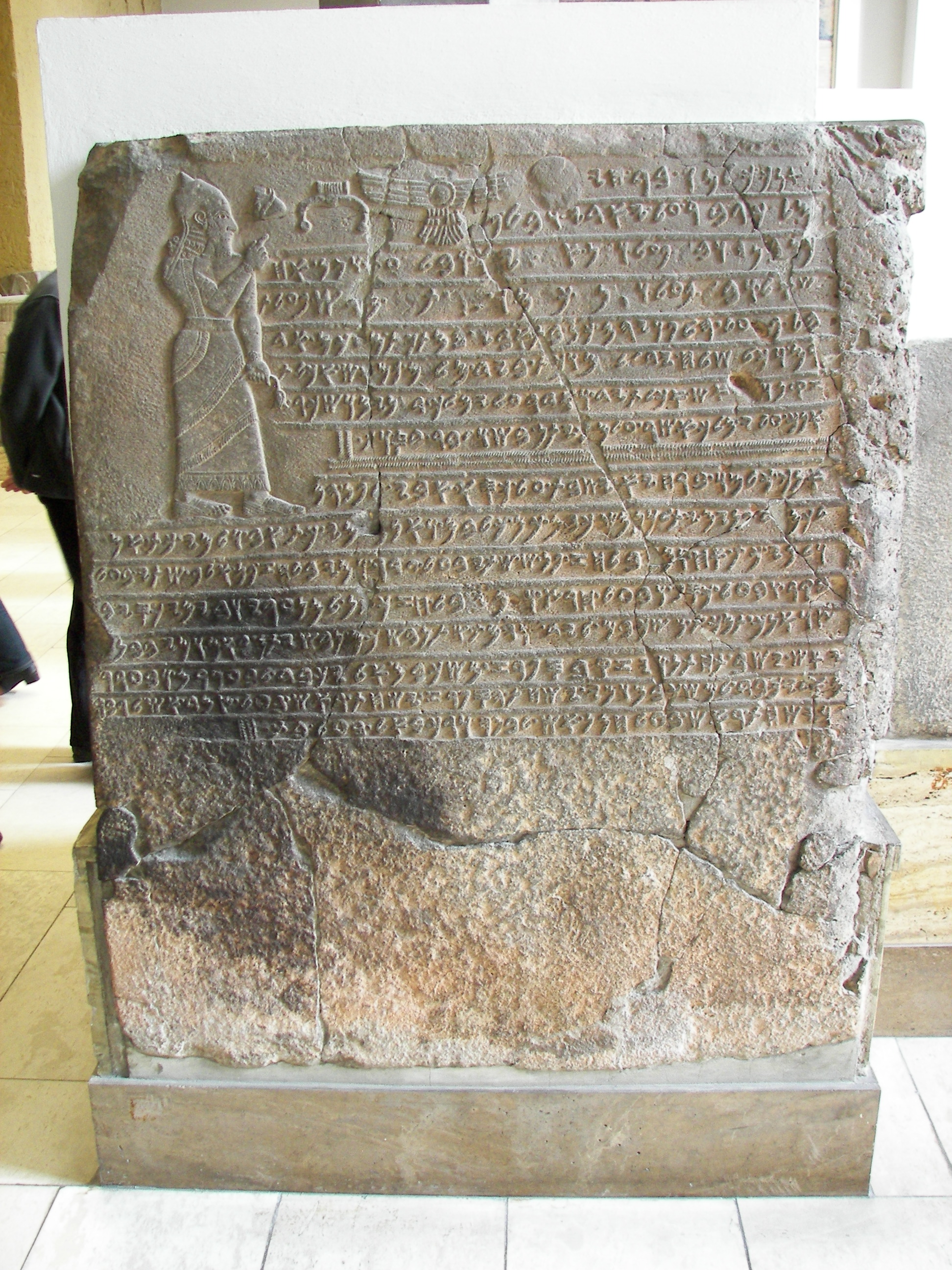
Egy föníciai írással – kissé az arámi ábécé felé mutató módon – írt sztélé, a Kilamuva-sztélé

A jeleket vízszintesen jobbról balra írtak, kezdetben nem használtak szóközt, majd később kis pontokkal, vonásokkal különítették el a szavakat egymástól.
A betűk nevei az általuk eredetileg ábrázolt fogalom nevéből erednek. Ezeket szó szerint átvette tőlük a héber. A göröggel kapcsolatban általános vélemény, hogy bizonyos fokú változtatással innen vették át a hangok neveit, azonban a görög nevek inkább hasonlítanak az ugariti ábécé megfelelő hangjainak elnevezésére.
Csak mássalhangzókat írtak le, így a szavak mondatbeli jelentéséből, a szövegösszefüggésből kellett az olvasónak a hiányzó magánhangzókat kikövetkeztetni.

## Története
A föníciaiak kezdetben az egyiptomi hieratikus írást használták, majd az i. e. 14-13. században alakították ki a saját ábécéjüket, nagyjából egy időben a görög ábécével. A létrejöttében az ugariti ábécé számottevő szerepet játszhatott, az ékírásos ábécét egyszerűsítették és papiruszra írható formájúvá változtatták, néhány hangzót elhagytak. Éppígy szerepet kapott az írásrendszer kialakításában az ókánaánita ábécé is, amelynek egy képi jeleit szintén egyszerűsítették.
A föníciai írás legnevezetesebb fennmaradt emléke az úgynevezett moábita kő. Ezt a követ francia kutatók találták meg a Holt-tenger közelében 1868-ban. A kő az i. e. 9. századból származik, és Mésa, moábi király győzelmeit örökíti meg.

## A föníciai és a görög ábécé kapcsolata
A görög írás és a föníciai közös eredetét a két nyelv betűneveinek feltűnő hasonlatossága is jól mutatja, amely közös eredet esetleg az ugaritira vezethető vissza, mint hármuk közül a legrégebbi. Egyes esetekben az ugariti közelebb áll a göröghöz, mint a föníciai:
| föníciai  | görög                 | ugariti    |
| --------- | --------------------- | ---------- |
| alef      | alfa                  | alpa       |
| bét       | béta                  | beta       |
| gimel     | gamma                 | gamla      |
| dálet     | delta                 | delta      |
| hé        | epszilon              | ho         |
| zajin     | (d)zéta               | zeta       |
| hét       | éta                   | ho         |
| tét       | théta                 | tet        |
| ajin      | ióta                  | ain        |
| kof       | kappa                 | kaf (kopa) |
| lámed     | lambda                | lamda      |
| mém       | mü                    | mem        |
| nun       | nü                    | nun        |
| –         | kszí                  | (szamka)   |
| (ajin)    | omikron               | (ain)      |
| pé        | pí                    | pu         |
| rés       | ró                    | rasa       |
| számeh    | szigma (szumma)       | szamka     |
| táv (tét) | tau                   | to (tet)   |
| (váv)     | üpszilon              | uo         |
| –         | fí                    | –          |
| khaf      | khí                   | kha        |
| –         | pszí                  | –          |
| (ajin)    | ómega                 | (ain)      |
| föníciai  | görög (ősi írásjelek) | ugariti    |
| kof       | koppa (ϙ)             | kopa       |
| számeh    | szampí (Ϡ)            | szamka     |
| sin       | szan (ϻ)              | sin        |

Az az ókori görög szokás, hogy a sorvezetés jobbról balra halad, ugyancsak a föníciai írásból ered, és a görögök csak később tértek át a balról jobbra haladó sorvezetésre.